# Secamone attenuifolia
Secamone attenuifolia är en oleanderväxtart som beskrevs av D.J. Goyder. Secamone attenuifolia ingår i släktet Secamone och familjen oleanderväxter. Inga underarter finns listade i Catalogue of Life.